# Monastère Sainte-Marguerite de Bormla
Le monastère Sainte-Marguerite est un monastère catholique situé dans la ville de Bormla, à Malte.

## Historique
Le monastère, construit en 1726 par deux prêtres et par Maria Maddalena Purselli, future nonne du monastère, a eu pour mission principale d'être un orphelinat. Les dames qui s'occupaient de l'orphelinat vivaient en une communauté laïque dépendant du tiers-Ordre des Carmes déchaux. En 1739, sous l'impulsion du Grand Maitre de l'Ordre de Saint-Jean de Jérusalem, António Manoel de Vilhena et avec l'accord du Saint-Siège, 17 carmélites déchaussées firent leur entrée au sein du monastère devant Mgr Alphéran de Bussan.